# روابط ارمنستان و ایران
روابط ایران و ارمنستان (ارمنی: Հայ-իրանական հարաբերություններ) به روابط دوجانبه بین دو کشور همسایه ایران و ارمنستان گفته می‌شود. روابط ایران و ارمنستان بر ارتباط فرهنگی، سیاسی و تاریخی دیرینه دو کشور همسایه و اشتراک معنوی و فکری دو ملت استوار است. پس از اعلام استقلال جمهوری ارمنستان (۲۱ سپتامبر ۱۹۹۱)، جمهوری اسلامی ایران از نخستین کشورهای جهان بود که استقلال ارمنستان را به رسمیت شناخت (۲۵ دسامبر ۱۹۹۱). دولت ایران و ارمنستان روابط همه‌جانبه سیاسی، دیپلماسی، فرهنگی و اقتصادی برقرار کردند. غیر از عوامل استراتژیکی و اقتصادی، مناسبات دوستی دو ملت نیز یکی از عوامل مهم در توسعه روابط حسن همجواری کشورهای ایران و ارمنستان به‌شمار می‌رود. دورنمای همکاری بی‌سابقه‌ای مخصوصاً در زمینه فرهنگی، علمی و آموزشی بین دو کشور ایجاد شد.

## تاریخ
یکی از اقوامی که از روزگار بسیار دور در جوار ایرانیان زندگی کرده‌اند و با آنان روابط بسیار نزدیکی داشته‌اند ارمنیان‌اند. این دو قوم کهنسال بیش از ۲۷۰۰ سال در کنار یکدیگر زیسته و با هم ارتباط داشته‌اند و بر زبان، فرهنگ و سنن یکدیگر تأثیر گذشته‌اند. هیچ قوم و ملتی به اندازه ارمنیان به ایرانیان نزدیک نیست. اولین مآخذی که دربارهٔ روابط ایران و ارمنستان مشاهده شده‌است سنگ‌نبشته بیستون می‌باشد. قبل از آن هم، ارمنیان با مادها روابط نزدیکی داشتند و حتی در جنگ با آشوری‌ها و هجوم به شهر نینوا به آنان کمک کردند. کسنوفون مطالبی پیرامون روابط حسنه تیگران یرواندونی پادشاه ارمنستان با کوروش بزرگ ارائه کرده‌است. در دربار هخامنشیان، ارمنیان از امتیازات جداگانه‌ای برخوردار بودند. آن‌ها در ارتش ایران به عنوان فرمانده خدمت می‌کردند.
حداقل پنجاه سال پیش از آنکه شاه عباس صفوی، ارمنیان را به داخل ایران کوچ دهد، بازرگانان ارمنی از طریق شیراز و گمبرون (بندرعباس) با هند داد و ستد داشتند. محقق «هایک عجمیان» در آرامستان ارمنیان شیراز در باباکوهی، سنگ مزارهایی از ارمنیان یافت که تاریخ ۱۵۵۰ میلادی داشتند.
از مهم‌ترین دوره تاریخ ایران و ارمنستان در اوایل سده هفدهم بود. کوچ ارمنیان به داخل ایران و اقامت در محله جلفا (اصفهان) محلی که اولین چاپخانه در خاورمیانه تأسیس شد. این شهر همچنین از مراکز مهم تجارت داخلی و خارجی ایران شد. با در نظر گرفتن نقش سیاسی و اقتصادی ارمنیان از طرف پادشاهان صفوی به آن‌ها برخی امتیازات و حقوق داده شد. ناصرالدین‌شاه قاجار نقش ارمنیان در زندگی سیاسی، اقتصادی و فرهنگی کشور را مهم ارزیابی می‌کرد. شغل ارمنیان ساکن در روستاهای اطراف اصفهان کشاورزی و دامداری و باغداری، و شغل ارمنیان جلفا داد و ستد و تجارت بود.
سرزمین ارمنستان به منزله چهارراهی است که آسیا را به اروپا وصل می‌کند. از دیرباز بازرگانان ارمنی کالاهای کشورهای آسیایی را به اروپا صادر می‌کردند و مصنوعات و فراوردهای کشورهای اروپایی را به کشورهای آسیایی می‌آوردند. بازرگانان ارمنی جلفای اصفهان برای سامان دادن به فعالیت‌های بازرگانی خود شرکت‌های بازرگانی تشکیل می‌دادند. شاه عباس برای صدور ابریشم ایران از بازرگانان ارمنی استفاده می‌کرد. ارمنیان جلفا در کار توسعه تجارت ابریشم نقش بسیار مهمی داشتند.
از بازرگانان ارمنی می‌توان به شرکت تجارتی «شاهریمانیان» نام برد که از نخستین سال‌های به وجود آمدن جلفای اصفهان فعالیت خود را آغاز کرد.
«زاکار شاهریمانیان» (فرزند بازرگان شاهریمانیان که با ونیز داد و ستد داشت) در ۱۶۶۰ میلادی با تنی چند از بازرگانان ارمنی جلفا به مسکو رفت و جواهرات گرانبهایی به تزار الکسیس یکم هدیه داد و پس از گفتگو اجازه گرفت بازرگانان ارمنی کالاهای خود را از طریق روسیه به اروپا صادر کنند.

## دلایل اقتصادی و سیاسی

### سیاست خارجی و اقتصادی ایران و ارمنستان
اصول سیاست خارجی ارمنستان مبتنی بر برقراری روابط سیاسی متعادل و متعارف با همه کشورهای همسایه است. مسائل و مشکلات وضعیت اقتصادی، حل بحران‌های داخلی و خارجی کشورهای قفقاز جنوبی، فقط به همکاری و اتحاد نیروهای این کشورها امکان‌پذیر است. کشور ایران نسبت به کشورهای قفقاز جنوبی مواضع متعادل و بی‌طرفی نشان می‌دهد. تهران تلاش کرده تا در سیاست گذاری‌های خود، سیاست متوازن‌سازی و خط و مشی حل و فصل اختلافات کشورهای همجوار را دنبال کند که موضوع قره‌باغ از جمله آن‌ها است. بر این اساس تحکیم مناسبات ایران و ارمنستان علاوه بر این که در چهارچوب هماوردی قدرت‌های بین‌المللی و منطقه‌ای در قفقاز جنوبی قابل ارزیابی است، مسبوق به سوابق تاریخی، فرهنگی و منافع دوجانبه اقتصادی نیز می‌باشد. به همین سبب همکاری‌های ایران و ارمنستان، نه تنها رشته‌های تقویت دوستی بین دو ملت را مستحکم‌تر می‌سازد، بلکه توسعه همکاری‌های دوجانبه به برقراری صلح و امنیت منطقه نیز یاری خواهد رساند.
در سال ۲۰۰۵ میلادی ارزش تجارت ارمنستان با ایران برابر با ۱۰۵ میلیون دلار بود و در سال ۲۰۰۶ میلادی ارزش تجارت دوجانبه به ۲۰۰ میلیون دلار رسید. بر این اساس سران دو کشور در نظر دارند با از میان برداشتن موانع تجارت دوجانبه، حجم تجارت را به ۱ میلیارد دلار در هر سال برسانند.
مطابق با آمار ارائه شده، مبادلات تجاری ایران و ارمنستان طی سه‌ماهه اول سال ۲۰۱۰ میلادی با رشد ۹۸ درصدی به ۴۵ میلیون دلار رسید و ایران هفتمین شریک تجاری این کشور شناخته شد.
علاوه بر این تاکنون پیشرفت‌های مناسبی در راستای اجرای توافق‌های فی‌مابین حاصل شده‌است که از جمله می‌توان به احداث خط لوله انتقال گاز ایران به ارمنستان و احداث دو خط انتقال برق و احداث نیروگاه بادی از سوی ایران در ارمنستان، افزایش مبادلات مرزی، عضویت ارمنستان در کریدور شمال جنوب و بهره‌برداری متقابل از سرزمین‌های یکدیگر برای ترانزیت کالا اشاره کرد. همچنین توسعه همکاری در زمینه‌های کشاورزی، شیلات، دامپروری، بانکی و سرمایه‌گذاری، ارتباطات و مخابرات، فیبر نوری و رومینگ تلفن همراه، توسعه همکاری فرهنگی، علمی و آموزش، از دیگر توافقات طرفین است که پیشرفت‌های خوبی داشته‌است.
در سفر مجید نامجو وزیر نیروی ایران در ۲۲ مهر ۱۳۸۹ به ارمنستان نیز دو پروژه مهم انرژی شامل سومین خط ولتاژ و نیروگاه برق آبی بر روی رود ارس افتتاح شد. نیروگاه برق آبی بر روی رود ارس پروژه مشترک بین ایران و ارمنستان است که به صورت قرارداد ساخت، بهره‌برداری و واگذاری توسط فرآب و سپاسد در مدت ۵ سال ساخته می‌شود و پس از آن نیز ۱۵ تا ۱۸ سال در اجاره ایران خواهد بود.
به‌طور کلی، ایران در زمینه صادرات گاز و برخی کالاهای صنعتی و غذایی و حتی ساخت نیرو گاه و خطوط ریلی با ارمنستان همکاری دارد.

### نقش جامعه ارمنی ایران
۱۸ آبان ماه سال روز اعزام هشتمین گروه از صنعتگران ارمنی به جنگ ایران و عراق در سال ۱۳۵۹ خورشیدی است.
در پی فراخوانی دستگاه‌های نظامی و تدارکاتی جبهه‌های جنگی مبنی بر یاری‌رسانی به رزمندگان در جبهه‌ها و پشت جبهه‌ها و اعلام نیاز از سوی نهادهای ذی‌ربط گروه زیادی از صنعتگران ارمنی آمادگی خود را جهت شرکت در این امر مهم اعلام داشتند. متعاقب آن جهت سازماندهی اعزام و ساماندهی گروه‌های داوطلب از سوی شورای خلیفه گری ارامنه تهران مرکزی به عنوان «ستاد پشتیبانی جبهه‌های جنگ تحمیلی» ایجاد و اقدام به ثبت نام و اعزام داوطلبان کرد. ستاد مذکور پس از صدور چندین اعلامیه و اعلام تخصص‌های مورد نیاز صدها نفر از متخصصین فنی ارمنی را جهت پشتیبانی رزمندگان به جبهه‌های مورد نیاز گسیل داشت. این عده که عمدتاً تکنیسین‌های ماشین آلات سنگین و سبک نظامی تدارکاتی و برق و مخابرات سردخانه‌سازی و غیره بودند و در طول انجام خدمات کلیه ماشین آلات اسقاطی یا نیازمند تعمیر اساسی را که الزاماً باید به شهرها و تعمیرگاه‌های مجهز منتقل می‌شدند در همان منطقه تعمیر و در اختیار رزمندگان قرار می‌دادند.
ارمنی‌های ایران بعد از جنگ به عنوان اهرم قدرت ماشین‌سازی، عمده فعالیت خود را حول محور صنایع فلزی و سنگین متمرکز کرده‌اند به‌طوری‌که که هم‌اکنون یک هزار و ۵۰۰ واحد مجاز صنعتی تولیدی در اختیار ارمنی‌های صنعتگر قرار دارد. «انجمن ارمنیان صنعتگر» وابسته به شورای خلیفه گری ارامنه تهران دو یا چهار سال یک بار نمایشگاهی با یاری صاحبان حرفه و اندیشه در حوزه تخصصی خود برپا می‌نمایند.

## موضع‌گیری‌های فرهنگی و ایدئولوژی ملی
ایدئولوژی نظام جمهوری اسلامی ایران براساس ایدئولوژی دینی، حکومتی و ارزش‌های ملی و فرهنگی و منافع - امنیت ملی است. زیربنای ایدئولوژی جمهوری ارمنستان، ویژگی‌ها و خصوصیات ملی از جمله همبستگی دولت و ملت در ارتباط با تمدن و فرهنگ است. اساس ایدئولوژی ملی ارمنستان فرهنگ و تمدن ارمنی محسوب شده و بدین وسیله اتحاد مردم و حکومت ایجاد می‌شود. ملت ارمنی در جهت رشد و پیشرفت اقتصادی و فرهنگی، ایجاد سیستم دموکراتیک، استقرار صلح و ثبات، اولویت ارزش‌های معنوی، جلوگیری از درگیری‌ها و حفظ تمامیت ارضی کوشش می‌نماید.
منافع و امنیت ملی در سیاست‌های خارجی در هر دو کشور متجلی می‌شود و این سیاست‌ها در راستای حفظ و توسعه ارزش‌های ملی به کار می‌رود. ارزش‌های ملی هر جامعه هم در قالب ایدئولوژی ملی آن کشور تدوین و چهارچوب بندی می‌شود، که مصداق آن را می‌توان در دو کشور ایران و ارمنستان مشاهده نمود.

## نقش رسانه
مردم ایران و ارمنستان، مطبوعات را در راه پیشرفت و گسترش فرهنگ سوق داده‌اند و رسانه‌های ارتباط جمعی قدم‌های متعددی در زمینه روشن کردن مسائل سیاسی، اقتصادی، اجتماعی، فرهنگی و ورزشی دربرداشته‌اند. دو کشور از دیرباز در مورد گسترش همکاری در این عرصه اعلام آمادگی کرده‌اند. برای مردم این کشورها، در آگاهی اجتماعی، وسائل ارتباط جمعی نقشی اساسی را ایفا می‌کنند. دست‌اندرکاران خبرگزاری‌های جمهوری ارمنستان جهت‌گیری مثبتی نسبت به ایران دارند و همیشه موضوعات کشور همسایه را به‌طور موثق تحلیل و بررسی می‌کنند. آن‌ها اطمینان دارند که گسترش همکاری در زمینه وسائل ارتباط جمعی به نفع هر دو کشور است.
طبق قرار داد سال ۲۰۰۲ میلادی که بین رئیس خبرگزاری آرمن‌پرس و سفارتخانه جمهوری اسلامی ایران به امضاء رسید، رادیوی ملی ارمنستان بخش‌های خبری را به زبان فارسی پخش می‌کند.
در حال حاضر در ایران برنامه‌های برون مرزی و داخلی به زبان ارمنی به مدت دو ساعت در هر روز پخش می‌شود.

## تبادلات و تعاملات فرهنگی
از آغاز برقراری روابط دیپلماتیک بین دو کشور ایران و ارمنستان، به دلیل سابقه تاریخی و روابط دیرین و همچنین اشتراکات فرهنگی، ادبی، هنری و مانند آن، این ارتباط همواره از روند صعودی برخوردار بوده‌است. این روابط از نظر تاریخی یکی از قدیمی‌ترین و طولانی‌ترین روابط میان ملت‌ها است.
رئوس فعالیت‌های فرهنگی بین جمهوری اسلامی ایران و جمهوری ارمنستان از سال ۱۹۹۱ میلادی تاکنون:
- بررسی، پیگیری، تنظیم، امضا و اجرای توافق‌نامه‌های فرهنگی
- اعزام متقابل هیئت‌های علمی فرهنگی و هنری
- توسعه و گسترش زبان فارسی و زبان ارمنی در هر دو کشور
- همکاری‌های علمی و دانشگاهی
- شناسایی کانون‌های علمی و فرهنگی
- برگزاری هفته‌های فرهنگی و برگزاری مراسم مختلف جهت معرفی فرهنگ و هنر دو کشور در ایران و ارمنستان
- انجام تحقیقات ایرانشناسی در مراکز دانشگاهی ارمنستان
- تأسیس باشگاه فرهنگی ایران - ارمنستان (مهر)
- ترجمه و چاپ آثار علمی و فرهنگی
- چاپ و انتشار نشریات ادواری (مهر و پارسیان)
- برگزاری سمینارهای دانشگاهی
- همکاری‌های جهانگردی
- ایجاد و تجهیز کتابخانه در دانشگاه‌های دو کشور و در مسجد کبود
- همکاری‌های رسانه‌ای و تولید برنامه‌های تلویزیونی
- همکاری‌های ورزشی

## نقش فرهنگ
دو قوم کهنسال ایرانی و ارمنی را عوامل مشترک فراوانی، مانند: نژاد و فرهنگ به یکدیگر پیوند می‌دهد. این دو قوم به سبب چند هزار سال زندگی در جوار هم، در بعضی از زمینه‌های اساسی فرهنگ مانند زبان و رفتار و آداب و رسوم با هم مشترکاتی پیدا کرده‌اند. مشابهت‌های بسیاری میان برخی از اعیاد و جشنهای ایرانیان و ارمنیان (جشن نوسال یا ناواسارد، جشن درندز، جشن وارداوار، جشن باریگندان) دیده می‌شود.

## روابط اقتصادی
بین دو کشور گاز و برق تهاتر می‌شود.
در سال ۱۴۰۱ دو محموله صادراتی ایران‌خودرو شامل تارا اتوماتیک و دناپلاس اتوماتیک به ارمنستان ارسال شد.

## نگارخانه

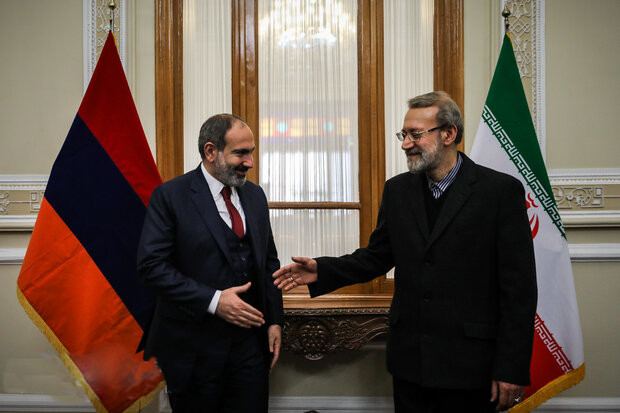
نیکول پاشینیان، نخست‌وزیر ارمنستان در تهران (۲۰۱۹)
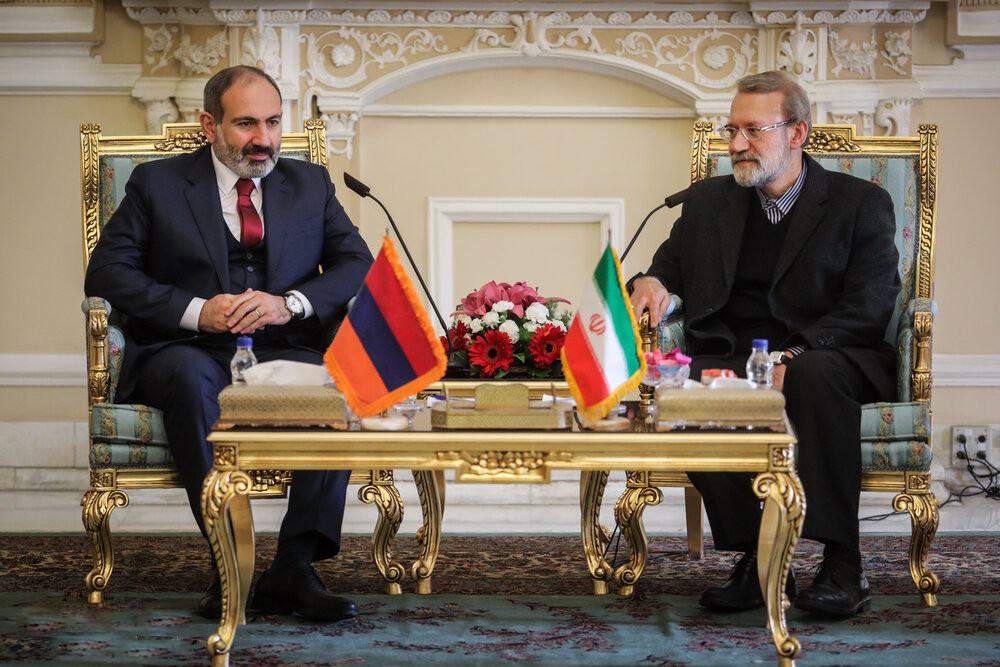
نیکول پاشینیان، نخست‌وزیر ارمنستان در تهران (۲۰۱۹)
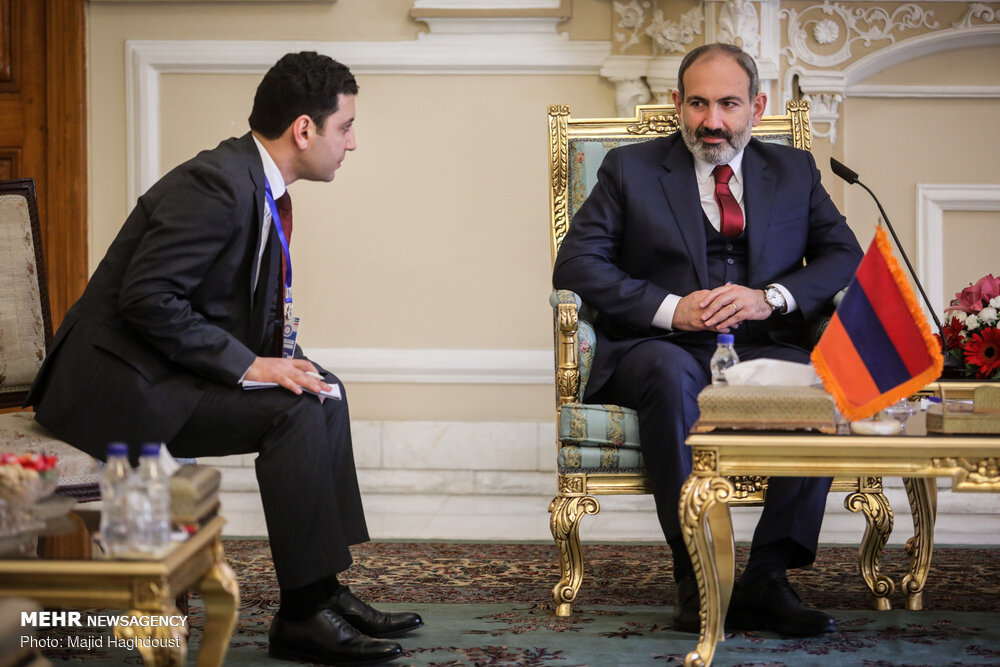
نیکول پاشینیان، نخست‌وزیر ارمنستان در تهران (۲۰۱۹)
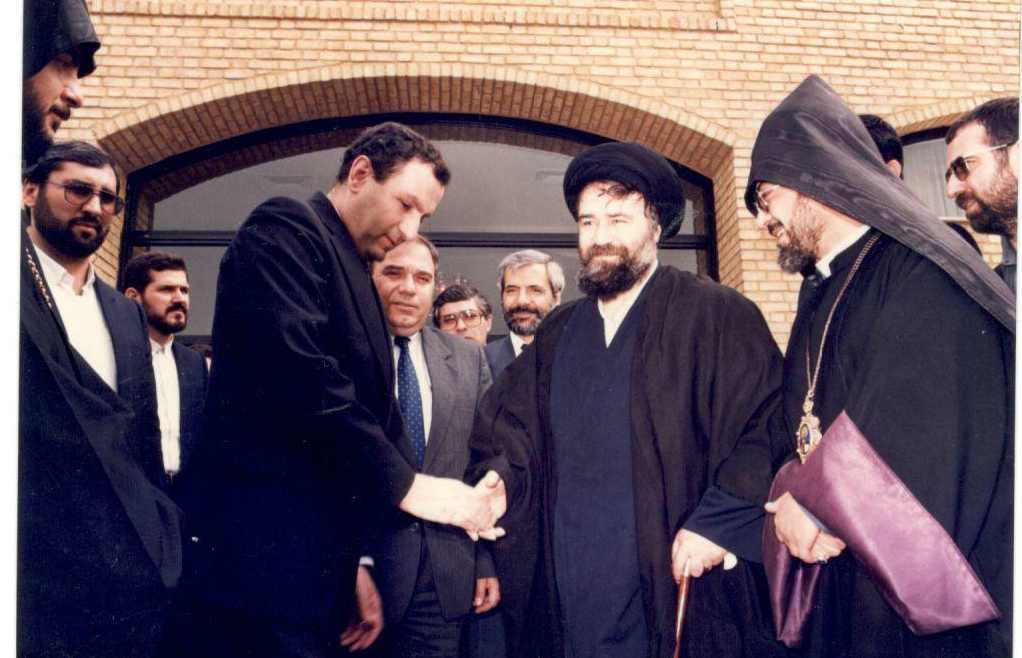
لوون تر-پتروسیان اولین رئیس‌جمهور ارمنستان و سید احمد خمینی (۱۹۹۲)
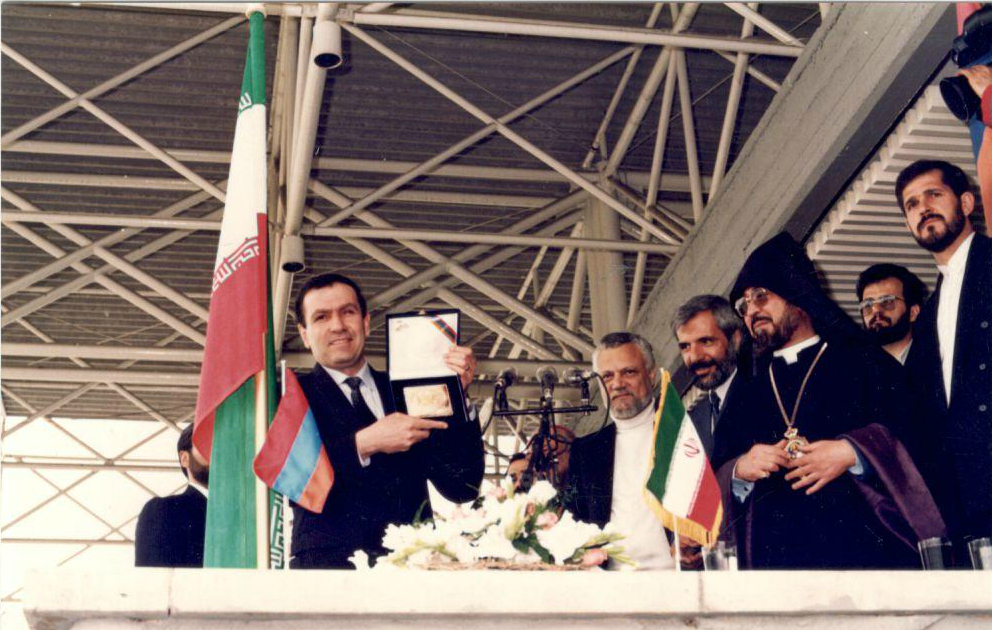
لوون تر-پتروسیان در ورزشگاه آرارات
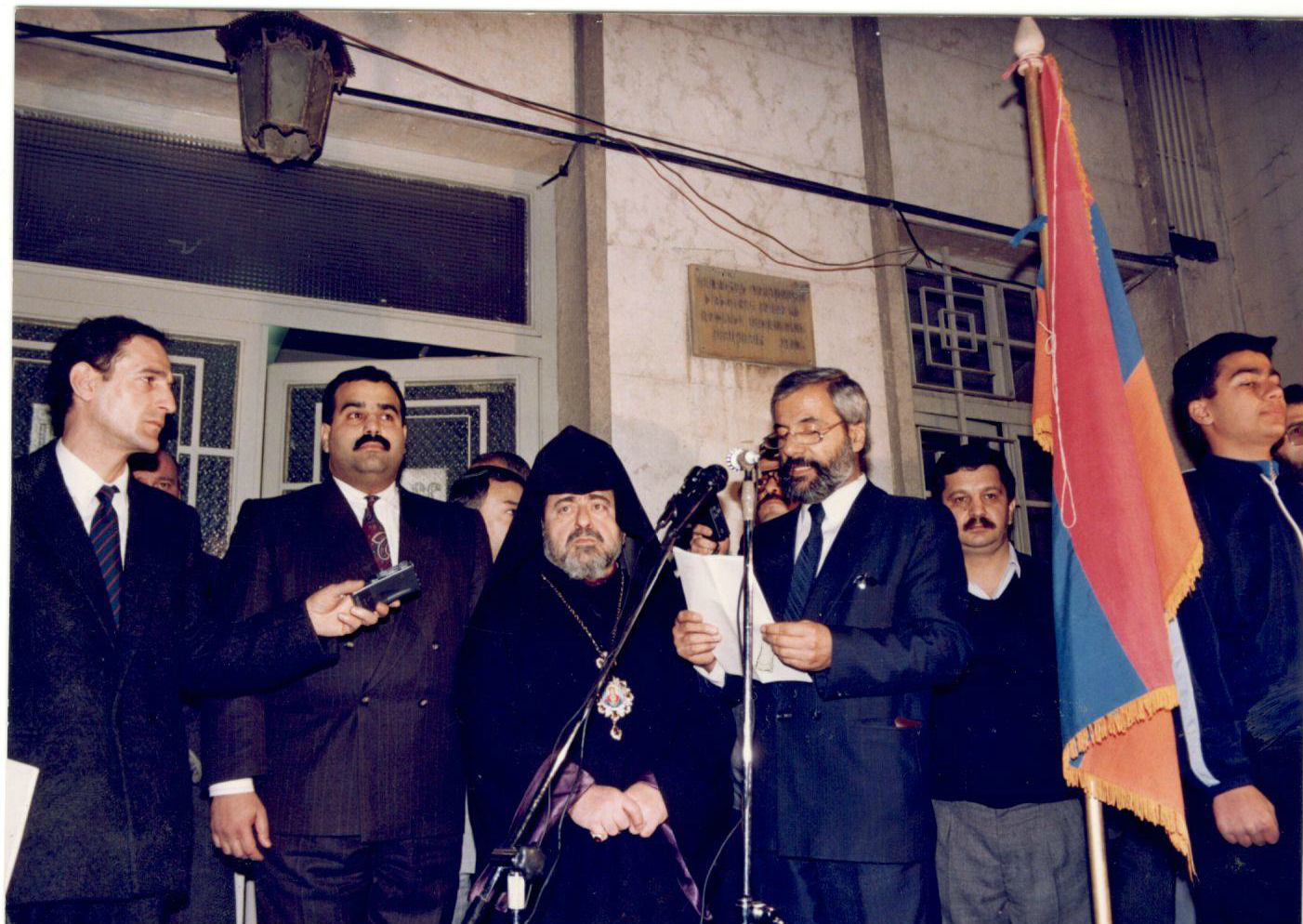
رافی هووانیسیان (نفر دوم از چپ)، اولین وزیر امورخارجه ارمنستان، در حیاط شورای خلیفه گری ارامنه تهران
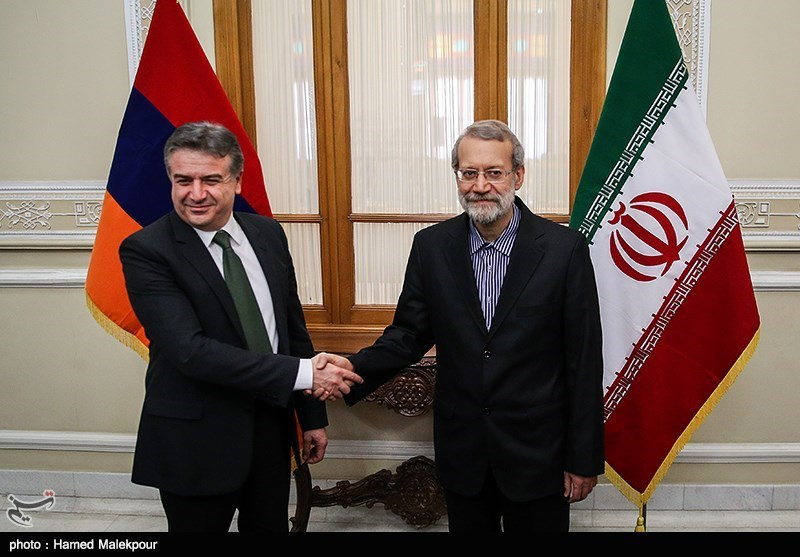
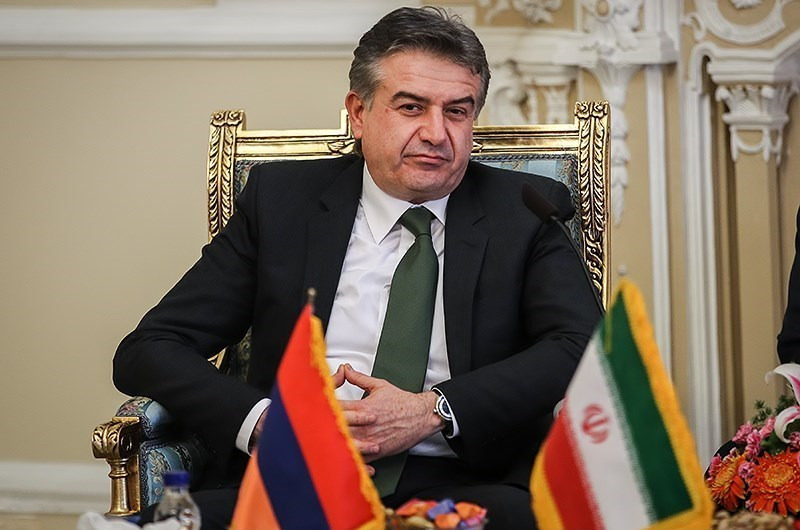